# Hellenic Mediterranean Lines
La Hellenic Mediterranean Lines era una compagnia di navigazione greca. Fu attiva dal 1939 al 2004, operando principalmente nel settore delle navi passeggeri.

## Storia

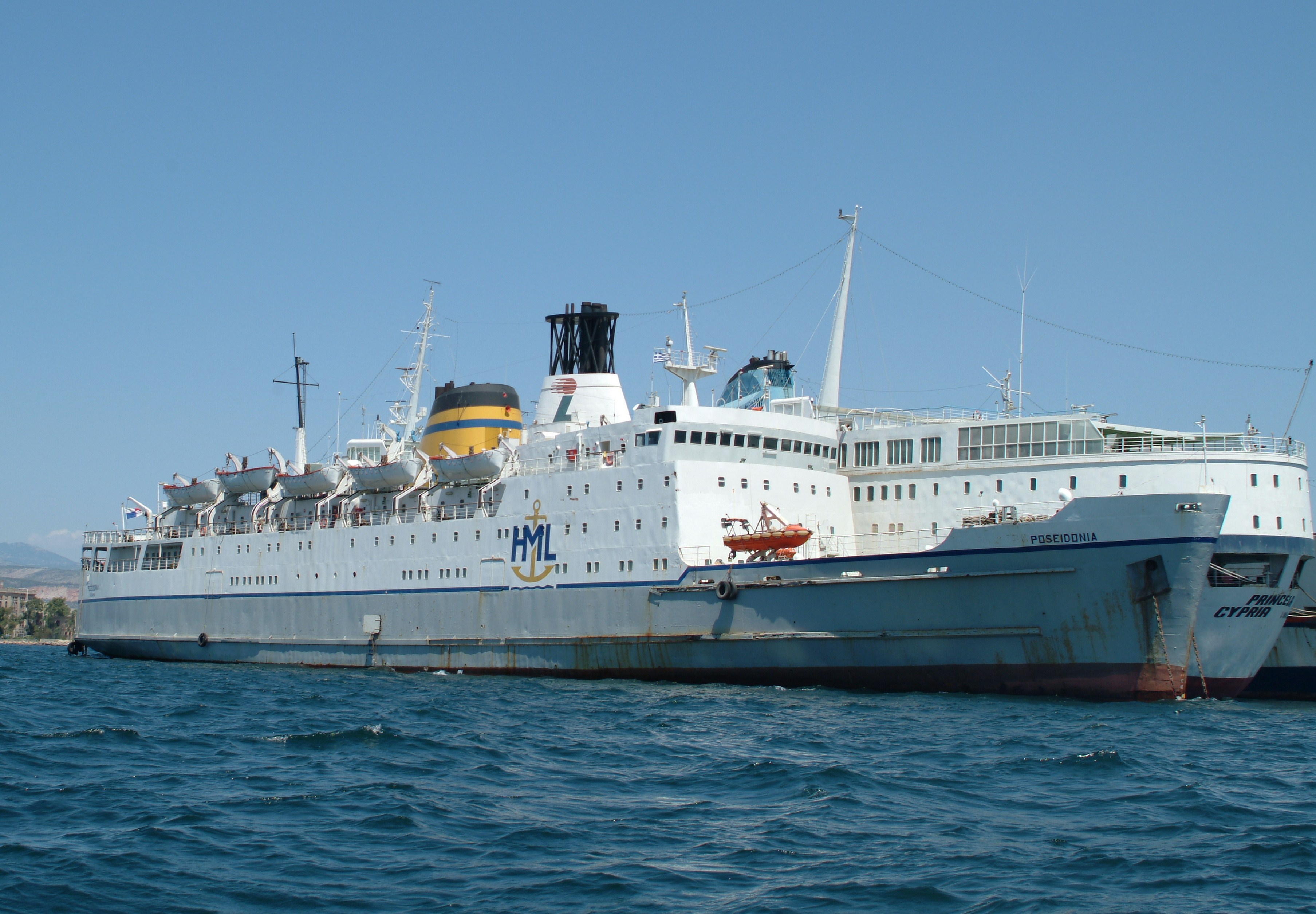
La Poseidonia, traghetto in servizio per HML dal 1988 al 2005.

La compagnia fu fondata nel 1939 dagli azionisti della greca AKTEL (The Steam Ship Company of Greece S.A. - Ακτοπλοια της Έλλαδος Α.Ε.), che volevano separare le linee internazionali servite dalla compagnia dai meno redditizi collegamenti interni. Alla nuova compagnia furono assegnate sette navi (Corinthia, Ionia, Attiki, Andros, Thrace, Kerkyra e Lemnos).
Di queste, solo la Corinthia non fu affondata durante la Seconda Guerra Mondiale. Nell'immediato dopoguerra la compagnia acquistò due navi, la britannica Baltrover e la Maunganui della neozelandese Union Company. La prima, rinominata Ionia, fu messa in servizio insieme alla Corinthia su una linea con scali in Francia, Italia, Grecia e Medio Oriente. La seconda, invece, fu ribattezzata Cyrenia e impiegata, a partire dal 1949, per trasportare rifugiati e poi migranti da Italia e Grecia verso l'Australia.
Negli anni successivi la compagnia continuò a operare servizi di linea nel Mediterraneo, acquistando via via nuove navi per sostituire le unità più vecchie. Nel 1960, in seguito ad un accordo stipulato tra il governo greco e quello italiano per favorire il turismo motorizzato, la HML acquistò la prima nave traghetto ro-ro appositamente costruita per una compagnia greca, la Egnatia, mettendola in servizio congiunto con la Appia dell'italiana Adriatica di Navigazione tra Brindisi, Igoumenitsa, Corfù e Patrasso.
Nei primi anni '70 la compagnia acquistò due navi di nuova costruzione in Grecia, la Aquarius e la Castalia. La prima, costruita nel 1972, fu utilizzata principalmente per crociere nell'Egeo in estate e ai Caraibi in inverno, mentre la seconda, acquisita nel 1974, fu utilizzata sia come traghetto nei collegamenti tra Italia e Grecia, sia come nave da crociera nell'Egeo insieme alla compagna di flotta.
Tra gli anni '80 e gli anni '90 la compagnia concentrò le proprie attività sui collegamenti con navi traghetto tra Italia e Grecia, arrivando a impiegare sette unità a metà degli anni '90. Negli anni seguenti, però, la flotta si ridusse progressivamente, arrivando a due navi nei primi anni '2000. Nell'estate 2004 l'unica nave in servizio rimase la noleggiata Arielle; in seguito la compagnia cessò le attività.

## Flotta
Durante la sua storia la compagnia fu proprietaria di diverse navi cargo di piccole dimensioni, non riportate nella tabella. Tra il 1969 ed il 1985 la Libra Maritime, compagnia di proprietà del figlio del maggiore azionario della HML, impiegò alcune navi traghetto, tra le quali alcuni ro-ro merci, su collegamenti tra Italia, Grecia e Medio Oriente.
| Nome            | Immagine | Tipo                       | Anno di costruzione | Numero IMO | Lunghezza | Larghezza | Passeggeri                      | Con HML   | Destino finale                                   | Note |
| --------------- | -------- | -------------------------- | ------------------- | ---------- | --------- | --------- | ------------------------------- | --------- | ------------------------------------------------ | --- |
| Corinthia (I)   |          | piroscafo misto            | 1911                |            | 107,9     | 13,5      | 93 (prima del servizio per HML) | 1939-1958 | demolita a La Spezia nel 1958                    | |
| Ionia (II)      |          | piroscafo misto            | 1913                |            | 106,9     | 15,2      |                                 | 1947-1964 | affondata nel 1965 in Indonesia come Ionion      | |
| Cyrenia         |          | piroscafo passeggeri       | 1911                |            | 136,2     | 16,98     | 840                             | 1947-1956 | demolita a La Spezia nel 1957                    | |
| Aeolia          |          | piroscafo misto            | 1918                |            | 108,2     | 14,3      | 132                             | 1950-1959 | demolita in Giappone nel 1960                    | |
| Media           |          | piroscafo misto            | 1936                |            | 80,15     | 11,7      | 56                              | 1958-1968 | demolita in Italia nel 1968                      | |
| Lydia (I)       |          | motonave passeggeri        | 1931                | 5215090    | 90,89     | 13,11     | 460                             | 1955-1967 | spiaggiata a Le Barcarès, utilizzata come casinò | in servizio 1956-1966                                                                                                   |
| Tasmania        |          | motonave                   | 1940                |            | 150,57    | 21        | 1500                            | 1955-1961 | demolita nel 1962                                | inizialmente utilizzata nella rotta da e per l'Australia; convertita in nave cargo nel 1958                             |
| Massalia        |          | motonave mista             | 1937                | 5228255    | 95,74     | 13,97     | 346                             | 1958-1974 | demolita nel 1974                                | in disarmo dal 1967 |
| Egnatia         |          | traghetto ro-ro passeggeri | 1960                | 5098210    | 115,42    | 17,23     | 1397                            | 1960-2001 | demolita nel 2001                                | in disarmo dal 1995 |
| Apollonia (I)   |          | turbonave passeggeri       | 1949                | 5414828    | 122,5     | 16,2      | 606                             | 1963-1988 | demolita nel 1988                                | HML vi installò un garage con capacità di 50 automobili                                                                 |
| Isthmia         |          | turbonave passeggeri       | 1929                | 5343055    | 113,85    | 15,27     | 265                             | 1966-1970 | demolita in Turchia nel 1973                     | gemella della Cynthia                                                                                                   |
| Cynthia         |          | turbonave passeggeri       | 1929                | 5052319    | 113,8     | 15,3      | 265                             | 1966-1973 | demolita a Savona nel 1973                       | gemella della Isthmia                                                                                                   |
| Poseidonia (I)  |          | traghetto ro-ro passeggeri | 1948                | 5161718    | 103,7     | 15,2      | 472                             | 1969-1985 | demolita a Brindisi nel 1985                     | in servizio per Libra Maritime                                                                                          |
| Aquarius        |          | motonave da crociera       | 1972                | 7118404    | 103,71    | 14        | 312                             | 1972-1987 | Demolita nel 2019 come Adriana                   | |
| Castalia        |          | traghetto ro-ro passeggeri | 1974                | 7350442    | 131,98    | 19,84     | 1600                            | 1974-1988 | demolita nel 2010                                | impiegata occasionalmente per crociere nell'Egeo                                                                        |
| Lydia (II)      |          | traghetto ro-ro passeggeri | 1962                | 5192963    | 117,3     | 15,98     | 1215                            | 1985-1995 | demolita nel 2004                                | |
| Corinthia (II)  |          | turbonave ro-ro passeggeri | 1956                | 5094460    | 114,64    | 17,48     | 1100                            | 1987-1994 | demolita nel 1996 dopo un incendio               | dal 1975 al 1987 Neptunia per la Libra Maritime                                                                         |
| Poseidonia (II) |          | traghetto ro-ro passeggeri | 1967                | 6703317    | 114,87    | 16,45     | 1008                            | 1988-2005 | Affondata nel Mar Rosso nel novembre 2005        | gemella della Panther servizio discontinuo dal 1998.                                                                    |
| Apollonia II    |          | traghetto ro-ro passeggeri | 1964                | 6411225    | 93,22     | 16,21     | 1000                            | 1990-1997 | demolita nel 2011                                | |
| Media II        |          | traghetto ro-ro passeggeri | 1964                | 6407652    | 99,5      | 18,32     | 940                             | 1991-2002 | demolita nel 2008                                | Nel 1991 noleggiata col nome di Neptunia                                                                                |
| Cynthia I       |          | traghetto ro-ro passeggeri | 1965                | 6511001    | 86,9      | 16        | 1000                            | 1993-1994 | demolita nel 2005                                | in servizio 1993 |
| Panther         |          | traghetto ro-ro passeggeri | 1967                | 6622587    | 114,92    | 16,48     | 1022                            | 1995-2000 | demolita nel 2004                                | gemella della Poseidonia (II) acquistata nel 1995 come Neptunia, noleggiata, in servizio per HML 1996-1997 come Panther |
| Egnatia II      |          | traghetto ro-ro passeggeri | 1973                | 7310260    | 125,22    | 21,53     | 1500                            | 1998-1999 | in servizio come C.T.M.A. Vacancier              | noleggiata a scafo nudo                                                                                                 |
| Egitto Express  |          | traghetto ro-ro passeggeri | 1974                | 7325095    | 125,7     | 18,5      |                                 | 2001-2002 | Lampedusa per la Traghetti delle Isole           | Noleggiata dalla Adriatica di Navigazione in estate                                                                     |
| Egnatia III     |          | traghetto ro-ro passeggeri | 1973                | 7226603    | 156,85    | 19,59     | 2000                            | 2002-?    | demolita nel 2007                                | in servizio nell'estate 2003                                                                                            |
| Arielle         |          | traghetto ro-ro passeggeri | 1977                | 7519880    | 144,61    | 18,41     | 1500                            | 2004      | demolita nel 2006                                | noleggiata nell'estate 2004                                                                                             |